# Microporella proxima
Microporella proxima is een mosdiertjessoort uit de familie van de Microporellidae. De wetenschappelijke naam van de soort is voor het eerst geldig gepubliceerd in 2011 door Ramalho, Muricy & Taylor.